# Elfenesh Alemu
Pour les articles homonymes, voir Alemu.
Elfenesh Alemu, née le 10 juin 1975, dans Lemo Arya, en zone Arsi, est une athlète éthiopienne, pratiquant les courses de fond, spécialisée notamment dans le marathon. Elle a représenté l'Ethiopie, aux jeux olympiques d'été en 2000 et 2004. Elle a également participé à l'épreuve de marathon des Championnats du monde d'àthlétisme, de 1997 à 2003.

## Parcours
Elle commence la compétition en 1993. Elle remporte deux ans plus tard la médaille de bronze des Jeux africains de 1995. Elle devient en 1997 la première femme éthiopienne à gagner le marathon d'Amsterdam. Elle remporte aussi le marathon de Nagano  en 2000. Son meilleur temps personnel de 2:24:29 est réalisé en 2001, lors du Marathon de Londres, où elle obtient la cinquième place du classement féminin.
Elle arrive troisième en 2002 au marathon de Boston et  remporte le marathon international féminin de Tokyo en 2003. Cette même année 2003, elle épouse Gezahegne Abera, champion olympique de marathon en 2000. Les deux athlètes acceptent de faire de ce mariage un événement médiatique, avec notamment 20 000 personnes réunies à cette occasion au stade d'Addis Abeba pour attirer l'attention sur la lutte contre le Sida. Le voile de mariée d'Elfenesh Alemu, d'une longueur de 300 mètres, est constitué de centaines de pièces de tissu, chacune ornée de rubans rouges anti-SIDA et du slogan «Combattons le SIDA ensemble». Plusieurs personnalités sont présentes, comme le coureur kenyan Paul Tergat, le coureur éthiopien Million Wolde, ou encore le président de la République éthiopienne Girma Wolde-Giorgis ,,,.
Elle participe de nouveau à la compétition de Boston en 2004 et en 2005, prenant chaque fois la deuxième place. Elle établit un record de 1:12:57 en 2005 lors de sa victoire au demi-marathon San Blas de Porto Rico.
Elle finit onzième en 2009 au marathon de Chicago et marque une pause dans la compétition durant la saison 2010. Elle fait partie en 2011 d'un trio de femmes éthiopiennes qui s'empare des trois premières places du marathon de Bombay avec Koren Yal et Merima Mohammed. Elle se classe troisième dans un temps de 2:29:04 heures.
Après leur carrière sportive, Elfenesh Alemu et Gezahegne Abera, qui ont préparé leur reconversion en investissant leurs gains, s'occupent d'un hôtel et de promotion immobilière

## Principales réalisations
| Année | Compétition                        | Lieu                   | Résultat | Épreuve  | Temps           |
| ----- | ---------------------------------- | ---------------------- | -------- | -------- | --------------- |
| 1994  | Championnats d'Afrique de marathon | Abidjan, Côte d'Ivoire | 1re      | Marathon | 3 h 08 min 05 s |
| 1995  | Jeux africains                     | Harare, Zimbabwe       | 3e       | Marathon | 3 h 08 min 43 s |
| 1997  | Championnats du monde d'athlétisme | Athènes, Grèce         | 15e      | Marathon | 2 h 41 min 00 s |
| 1997  | Marathon d'Amsterdam               | Amsterdam, Pays-Bas    | 1re      | Marathon | 2 h 37 min 37 s |
| 1999  | Championnats du monde d'athlétisme | Séville, Espagne       | 5e       | Marathon | 2 h 28 min 52 s |
| 2000  | Marathon d'Osaka                   | Osaka, Japon           | 4e       | Marathon | 2 h 24 min 47 s |
| 2000  | Marathon de Nagano                 | Nagano, Japon          | 1re      | Marathon | 2 h 24 min 55 s |
| 2000  | Jeux olympiques d'été              | Sydney, Australie      | 6e       | Marathon | 2 h 26 min 54 s |
| 2001  | Marathon de Londres                | Londres, Royaume-Uni   | 5e       | Marathon | 2 h 24 min 29 s |
| 2001  | Championnats du monde d'athlétisme | Edmonton, Canada       | —        | Marathon | DNF             |
| 2003  | Championnats du monde d'athlétisme | Paris, France          | 6e       | Marathon | 2 h 26 min 29 s |
| 2003  | Marathon international de Tokyo    | Tokyo, Japon           | 1re      | Marathon | 2 h 24 min 47 s |
| 2004  | Jeux olympiques d'été              | Athènes, Grèce         | 4e       | Marathon | 2 h 28 min 15 s |

### Records personnels
- 5 000 mètres - 15:59.99 min (2000)
- Semi-marathon - 1:09:46 h (2000)
- Marathon - 2:24:29 h (2001)